# Amnam-dong
Amnam-dong (koreanska: 암남동) är en stadsdel i staden Busan i den sydöstra delen av Sydkorea, 300 km sydost om huvudstaden Seoul.   Den ligger på en halvö i stadsdistriktet Seo-gu. I den södra delen av Amnam-dong ligger parken Amnam-gongwon.